# Jakob von Uexküll
Jakob von Uexküll (ur. 19 sierpnia 1944 w Uppsali) – szwedzki i niemiecki filantrop, filatelista.
Wnuk biologa Jakoba Johanna von Uexkülla. Jego matka była Szwedką, ale wychowywał się w Hamburgu. Studiował filozofię, ekonomię i nauki polityczne na Uniwersytecie Oksfordzkim, ma obywatelstwo niemieckie i szwedzkie. W latach 1984–1989 reprezentował niemiecką Partię Zielonych w Parlamencie Europejskim, później wchodził w skład kierownictwa niemieckiego Greenpeace.
Odziedziczył duży majątek, jak również był właścicielem wartościowej kolekcji znaczków pocztowych, którą sprzedał. Za uzyskaną sumę w 1980 założył Fundację Right Livelihood i ufundował nagrodę Right Livelihood Award, przyznawaną za osiągnięcia w działaniach humanitarnych na rzecz ludzkości. Nagroda jest nazywana „alternatywną nagrodą Nobla”.